# Justo González García
Justo L. González (La Habana, 9 de agosto de 1937) es historiador, teólogo y escritor cubano. Ha contribuido al desarrollo de la teología metodista en América Latina.[cita requerida]

## Educación
Justo L. González nació en La Habana, Cuba el 9 de agosto de 1937. Su madre, Luisa García Acosta, fue profesora de literatura española y autora de libros sobre gramática y ortografía. Su padre, Justo González, fue el fundador de la organización Alfalit, especializada en la labor alfabetizadora y en la edición de libros cristianos para apoyarla.[cita requerida]
Casado con Catherine Gunsalus González, Profesora emérita de Historia de la Iglesia del Columbia Theological Seminary.[cita requerida]
Estudió en el Seminario Unido en Cuba, recibió su M.A. en Yale, y luego recibió el Ph.D.  Ha sido la persona más joven en obtener el doctorado en Teología Histórica en dicha institución. Fue profesor del Seminario Evangélico de Puerto Rico durante varios años. Luego se agregó a la facultad de la Candler School of Theology de Atlanta (Georgia, EE. UU.). Actualmente se dedica a las labores literarias, en las que su producción ha sido prolífica.[cita requerida]

## Obras escritas
Entre 1984 y 1985 González escribió el libro La Historia del Cristianismo, en dos tomos, donde presenta la historia eclesiástica desde los tiempos de la iglesia primitiva hasta el presente.[cita requerida] Esta obra había sido editada en 1978 por Editorial Caribe bajo el título Y hasta lo último de la tierra: Una historia ilustrada del Cristianismo, en 10 tomos. Ha sido el autor de un libro de tres tomos llamado Historia del pensamiento Cristiano. Esta obra fue editada por primera vez en Buenos Aires, en 1965, por Methopress, en 3 tomos, pero fueron editados solamente 2 tomos.[cita requerida] La actual edición de Historia del Pensamiento Cristiano está en un solo tomo, edición de 1992 por Editorial Caribe. Sus obras son utilizadas con frecuencia como libros de texto en instituciones educativas y seminarios teológicos.[cita requerida]
Otras obras en español de Justo L. González son:
- González, Justo L (1966) [1965], Revolución y encarnación (2ª edición), Río Piedras, PR: La Reforma.
- ——— (1970), Historia de las misiones, Buenos Aires: Methopress..
- ——— (1970), Ambrosio de Milán, San José,  CR: Centro de Publicaciones Cristianas..
- ——— (1971), Jesucristo es el Señor, España: Caribe..
- ——— (1979) [1975], Itinerario de la teología cristiana, San José: Caribe..
- ——— (1977), Luces bajo el almud, San José: Caribe..
- ——— (1995), Bosquejo de historia de la iglesia, Decatur: AETH..
- ——— (1996), Tres meses en la escuela de Mateo, Nashville: Abingdon..
- ——— (1997), Tres meses en la escuela del Espíritu, Nashville: Abingdon..
- ——— (1997), Tres meses en la escuela de la prisión, Nashville: Abingdon..
- ——— (1997), Tres meses en la escuela de Patmos, Nashville: Abingdon..
- ——— (1997), Desde el siglo y hasta el siglo: Esbozos teológicos para el siglo XXI, México: Seminario Teológico Presbiteriano..
- ——— (1998), Tres meses en la escuela de Juan, Nashville: Abingdon..
- ——— (2004) [Seminario Evangélico, 1998], Juan Wesley: Herencia y Promesa, San Juan: Aurora..
- ——— (2000), Jonás, Buenos Aires: Kairos..
- ——— (2000) [Miami: Caribe, 1992], Hechos, Kairos..
- ——— (2001), La Historia también tiene su Historia, Buenos Aires: Kairos..
- ——— (2001), Mapas para la Historia Futura de la Iglesia, Buenos Aires: Kairos..
- ——— (2002), La Historia como ventana al Futuro, Buenos Aires: Kairos..
- ——— (2009) [2004], Retorno a la historia del Pensamiento Cristiano (2ª edición), Buenos Aires: Kairos..
- ——— (2006), Teología liberadora, Buenos Aires: Kairos..
- ——— (2007), Breve historia de las doctrinas cristianas, Nashville: Abingdon..
- ——— (2009), Culto, cultura y cultivo, Lima: Puma..
- ——— (2009), No creáis a todo Espíritu, El Paso: Mundo Hispano..